# العلاقات البريطانية البولندية
تُشير العلاقات البريطانية-البولندية إلى العلاقات الثنائية بين المملكة المتحدة وبولندا. يعود تاريخ العلاقات بين البلدين إلى العصور الوسطى، عندما ارتبطت بريطانيا ببولندا -التي كانت حينذاك واحدةً من أكبر دول أوروبا- على الصعيد التجاري والدبلوماسي. في أعقاب تقسيم جيران بولندا للكومنولث البولندي الليتواني في القرن الثامن عشر، ارتفع عدد المهاجرين البولنديين إلى بريطانيا بعد اندلاع انتفاضتين في القرن التاسع عشر (انتفاضة نوفمبر 1831 وانتفاضة يناير 1863) واللتين اضطرتا الكثير من أفراد النخبة الاجتماعية والسياسية البولندية للهرب إلى المنفى. قاتل عدد من المغتربين البولنديين في حرب القرم إلى جانب البريطانيين.
كما ازدادت نسبة البولنديين في المملكة المتحدة خلال الحرب العالمية الثانية. انتظم معظم البولنديين الذين قدموا إلى المملكة المتحدة آنذاك في وحدات عسكرية شُكّلت خارج بولندا بعد الغزو الألماني والسوفييتي لبولندا في سبتمبر 1939، والذي مثّل شرارة الحرب العالمية الثانية. في 3 سبتمبر 1939، أعلنت بريطانيا وفرنسا المتحالفتان مع بولندا الحربَ على ألمانيا. شكّلت بولندا حكومتها في المنفى، واستقرت في فرنسا في بادئ الأمر، وبعد سقوط فرنسا في مايو 1940، انتقلت الحكومة إلى لندن. قدّم البولنديون مساهمة وازنةً في المجهود الحربي للحلفاء، وأدّى طيارو القوات الجوية البولندية دورًا بارزًا في معركة بريطانيا، وفي وقت لاحق، قاتل الجيش البولندي الذي شُكّل في بريطانيا في عملية أوفرلورد. بالرغم من رفض الغالبية الدولية الاعتراف بالحكومة البولندية في المنفى بعد العام 1945، فقد بقيت في مقرها في لندن حتى حُلّت رسميًا في العام 1991، بعد أن تقلّد رئيسٌ منتخب ديمقراطيًا المنصب في وارسو.
في الوقت الحالي، كلا البلدين عضوٌ في حلف شمال الأطلسي، ومنظمة التعاون الاقتصادي والتنمية، وحليفان. منذ توسيع الاتحاد الأوروبي لعام 2004، هاجر عدد كبير من البولنديين إلى المملكة المتحدة، ويمثّلون الآن واحدة من أكبر الأقليات الإثنية في بريطانيا.

## نبذة تاريخية

### القرن الخامس عشر
وفقًا للمؤرخ البولندي أوسكار هاليكي، توجد وثيقة لرسالة من هنري الخامس ملك إنجلترا، ويوغيلا الليتواني ملك بولندا ودوق ليتوانيا الكبير، يطلب فيه مساعدته في حرب المائة عام ضد فرنسا. استمرت العلاقات الإنجليزية البولندية في السنوات التي تلت ذلك بصورة كبيرة في مجال التجارة والدبلوماسية. شهد القرن السادس عشر ذروةَ بواكير العلاقات الدبلوماسية المعاصرة بين الكومنولث البولندي الليتواني وإنجلترا. عند زواج الملكة ماري الأولى ملكة إنجلترا من الملك فيليب الثاني ملك إسبانيا في العام 1554، حضر كريستوف فارسيفيسيوس حفل الزفاف وأدى دور الشاهد كذلك. في وقت الزواج بين أسرتَيّ تيودور وهابسبورغ، كان فارسيفيسيوس من حاشية فرديناند الأول، الإمبراطور الروماني المقدس. ووفقًا لما ذكره المؤرخ نورمان ديفيز، أصبح فارسيفيسيوس فيما بعد دبلوماسيًا بولنديًا بارزًا.
بعد وفاة الملكة ماري الأولى، اعتلت أختها إليزابيث الأولى العرش الإنجليزي. إنما على العكس من أختها الكاثوليكية، كانت الملكة إليزابيث الأولى بروتستانتية، ومنحت دعمها للقضية الهولندية ضد حكام هابسبورغ الإسبان خلال حرب الثمانين عامًا. نظرًا لحالة الحرب القائمة بين الإنجليز والهولنديين مع الإسبان، خلف الصراع آثارًا سلبية على التبادل التجاري الإسباني مع مدينة غدانسك البولندية الساحلية، فقد صادرت القوات البحرية البريطانية والبحرية الملكية الهولندية على السفن الإسبانية، بما فيها السفن المبحرة إلى بولندا. لهذا أرسلت بولندا ومدينة غدانسك بافيل دزيالينسكي إلى الهولنديين والإنجليز لإقناعهم بوقف هجماتهم على السفن الإسبانية المتجهة إلى غدانسك. إنما وفقًا لما يذكره نورمان ديفيز، فقد كان دزيالينسكي صريحًا وفظًا في إطلاقه تهديدات تتعلق بفرض حظر على تجارة وبضائع الهولنديين والإنجليز. ردت الملكة إليزابيث الأولى بردٍّ مماثلٍ في فظاظته، وفشلت مهمة دزيالينسكي في نهاية الأمر.
في القرن السابع عشر، وضع عشرون تاجرًا اسكتلنديًا أساسًا لمستعمرة أسكتلندية ناجحة في بولندا. أشار ديفيز إلى أولئك الأسكتلنديين باعتبارهم «وكلاء التجارة البريطانية».

### القرن الثامن عشر
مع بداية القرن الثامن عشر، بدأ الستار يُسدَل تدريجيًا على واقع الكومنولث البولندي الليتواني. أهمل الملوك الساكسونيون للكومنولث البولندي الليتواني العلاقات الدبلوماسية البولندية خلال تلك الفترة بصورة كبيرة، إذ فضلوا إدارة شؤونهم الدبلوماسية من ساكسونيا. إلا أنّ ذلك لم يعنِ انقطاع العلاقات الدبلوماسية مع الدول الأوروبية الأخرى. في الفترة بين الأعوام 1744 و1746، أنهت الحكومة البريطانية المفاوضات بخصوص معاهدة بين مملكة بريطانيا العظمى، وجمهورية هولندا، ومملكة المجر، والكومنولث البولندي الليتواني. جاءت تلك الاتفاقية متعددة الأطراف، والتي أطلق عليها سجلّ مجلس العموم «معاهدة الصداقة والتحالف»، جاءت خلال حرب الخلافة النمساوية والتي دخلتها بريطانيا إلى جانب ملكة النمسا ماريا تيريزا، وملكة المجر. تبنّت بولندا موقفًا محايدًا ولم تشترك في الحرب. ومع ذلك، نظرًا لانخراط انتخابية ساكسونيا في الحرب ولِكون أمير ساكسونيا هو نفسه ملك بولندا، فقد وُقّعت المعاهدة وصُودِق عليها باسم «الجمهورية البولندية».
عند وفاة أغسطس الثالث ملك بولندا مع نهاية العام 1762، انتُخب ستانيسواف أغسطس بونياتوفسكي ليعتلي العرش البولندي في أواخر العام 1764. على الرغم من ذِكر جورج الثالث ملك المملكة المتحدة انتخاب ستانيسواف أغسطس بونياتوفسكي في خطاب جلالته أمام البرلمان للعام 1765، فإن خطاباته للبرلمان في العامين 1772 و1773 لم تُشِر إلى تقاسم بولندا الأول على يد الإمبراطورية الروسية، ومملكة بروسيا، والنمسا. كما أنّ خطابه أمام البرلمان في العام 1793 لم يأتِ على ذكر التقسيم الثاني لبولندا، أو التقسيم الثالث في خطابه أمام البرلمان للعام 1795. بناءً على قرار حكومة المملكة المتحدة بعدم إبداء أي معارضة دبلوماسية ضد تصرفات الإمبراطورية الروسية، ومملكة بروسيا، والنمسا، خلص معاصرو تلك الفترة في القرنين الثامن والتاسع عشر في بريطانيا والقارة الأوروبية، والباحثون في التاريخ البولندي إلى نتيجة مفادها أن بريطانيا كانت غير مباليةٍ بالوضع في بولندا.
ورغم حالة اللامبالاة الظاهرة التي تبنّتها بريطانيا بخصوص تقسيم بولندا، فإن العديد من شخصيات النخبة السياسية في بريطانيا، بمن فيهم الملك جورج الثالث وإدموند بيرك، قد أعربوا في رسائلهم ومنشوراتهم عن مخاوفهم بخصوص التقسيمات والاختلال الناجم عنها في ميزان القوى في أوروبا.

### القرن التاسع عشر
خلال مؤتمر فيينا، كان اللورد كاسلريه، وزير الخارجية البريطاني من العام 1812 حتى العام 1822، من المؤيدين البارزين لإعادة استقلال بولندا، إلا أنه فيما بعد تخلى عن دعم ذلك التوجّه للحصول على أوراق مساومة في المناطق ذات الأهمية الأكبر بالنسبة للمملكة المتحدة.
في القرن التاسع عشر، أفضت طبيعة العلاقات البريطانية الروسية الفاترة إلى زيادة اهتمام بريطانيا بتحقيق استقلال بولندا. وبالنسبة للشعب البريطاني، فقد سرتْ موجة تعاطفٍ مع بولندا وغيرها من الشعوب المضطهدة في أوروبا.
القرن العشرون
بالإضافة إلى حلفائها فرنسا والولايات المتحدة، أدت بريطانيا دورًا حاسمًا في تحقيق الاستقلال البولندي مع نهاية الحرب العالمية الأولى سعيًا منها لحشد الأقليات القومية ضد قوى المركز: ألمانيا، والإمبراطورية النمساوية-المجرية.

## مقارنة بين البلدين
هذه مقارنة عامة ومرجعية للدولتين:
| وجه المقارنة                                              | المملكة المتحدة                 | بولندا                                                                             |
| --------------------------------------------------------- | ------------------------------- | ---------------------------------------------------------------------------------- |
| المساحة (كم2)                                             | 242.50 ألف                      | 312.68 ألف                                                                         |
| عدد السكان (نسمة)                                         | 66.02 مليون                     | 38.43 مليون                                                                        |
| الكثافة السكانية (ن./كم²)                                 | 272.25                          | 122.91                                                                             |
| العاصمة                                                   | لندن                            | وارسو                                                                              |
| اللغة الرسمية                                             | لغة إنجليزية، اللغة الويلزية    | اللغة البولندية                                                                    |
| العملة                                                    | جنيه إسترليني                   | زلوتي بولندي                                                                       |
| الناتج المحلي الإجمالي (بليون دولار)                      | 2.62 تريليون                    | 524.51 مليار                                                                       |
| الناتج المحلي الإجمالي (تعادل القوة الشرائية) بليون دولار | 2.72 تريليون                    | 1.02 تريليون                                                                       |
| الناتج المحلي الإجمالي الاسمي للفرد دولار أمريكي          | 43.88 ألف                       | 12.55 ألف                                                                          |
| الناتج المحلي الإجمالي للفرد دولار أمريكي                 | 40.23 ألف                       | 26.14 ألف                                                                          |
| مؤشر التنمية البشرية                                      | 0.907                           | 0.843                                                                              |
| رمز المكالمات الدولي                                      | +44                             | +48                                                                                |
| رمز الإنترنت                                              | .uk، .gb                        | .pl                                                                                |
| المنطقة الزمنية                                           | توقيت غرينيتش، توقيت غرب أوروبا | توقيت وسط أوروبا، ت ع م+01:00، ت ع م+02:00، أوروبا/وارسو ‏، توقيت وسط أوروبا الصيفي |

## مدن متوأمة
في ما يلي قائمة باتفاقيات التوأمة بين مدن بريطانية وبولندية:
- ترتبط دونكاستر مع غليفيتسه باتفاقية توأمة.
- ترتبط ويكفيلد [الإنجليزية]‏ مع كونين باتفاقية توأمة.
- ترتبط تروبريدج مع البلنغ باتفاقية توأمة.
- ترتبط Berwick-upon-Tweed [الإنجليزية]‏ مع Trzcianka [الإنجليزية]‏ باتفاقية توأمة.
- ترتبط ساندي مع Skarszewy [الإنجليزية]‏ باتفاقية توأمة.
- ترتبط بليموث مع غدينيا باتفاقية توأمة منذ 11 سبتمبر 1976.[15][15][16][17]
- ترتبط إيلنغ مع Bielany [الإنجليزية]‏ باتفاقية توأمة.
- ترتبط روثرهام [الإنجليزية]‏ مع زابجه باتفاقية توأمة.
- ترتبط Borough of Stafford [الإنجليزية]‏ مع Skarżysko-Kamienna [الإنجليزية]‏ باتفاقية توأمة منذ 1 يوليو 1999.[18][18][19][19]
- ترتبط ويكفيلد مع كونين باتفاقية توأمة.
- ترتبط مقاطعة ناحية نيث بورت طالبوت [الإنجليزية]‏ مع بيوتركوف تريبونالسكي باتفاقية توأمة منذ 1996.[20]
- ترتبط منطقة باركينغ وداغنهام في لندن مع تشَيڤ باتفاقية توأمة منذ 1979.
- ترتبط Adur District [الإنجليزية]‏ مع Żywiec [الإنجليزية]‏ باتفاقية توأمة.
- ترتبط ساوثهامبتون مع كاليش باتفاقية توأمة.[21]
- ترتبط Crewe and Nantwich [الإنجليزية]‏ مع جرجونغوف [الإنجليزية]‏ باتفاقية توأمة.
- ترتبط شوريهام مع Żywiec [الإنجليزية]‏ باتفاقية توأمة.
- ترتبط نوتنغهامشير مع بوزنان باتفاقية توأمة منذ 2000.[22]
- ترتبط Newark-on-Trent [الإنجليزية]‏ مع صاندومير باتفاقية توأمة.
- ترتبط كينغستون أبون هال مع شتشين باتفاقية توأمة.
- ترتبط Sherborne [الإنجليزية]‏ مع خوينا باتفاقية توأمة.
- ترتبط Stafford [الإنجليزية]‏ مع Skarżysko-Kamienna [الإنجليزية]‏ باتفاقية توأمة منذ 1981.[18][18][18][19]
- ترتبط لنكولن مع رآدومسكو باتفاقية توأمة منذ 1970.
- ترتبط City of Carlisle [الإنجليزية]‏ مع سووبسك باتفاقية توأمة.
- ترتبط كارلايل مع سووبسك باتفاقية توأمة منذ 1961.
- ترتبط إدنبرة مع كراكوف باتفاقية توأمة منذ 1964.[23][23][23][23]
- ترتبط برستون مع كاليش باتفاقية توأمة منذ 1955.
- ترتبط ريكسهام مع راسيبورز باتفاقية توأمة.
- ترتبط لانكستر مع لوبلين باتفاقية توأمة منذ 1968.
- ترتبط سويندون مع تورون باتفاقية توأمة منذ 2003.[24][24]
- ترتبط لوفبرا مع زاموشتش باتفاقية توأمة منذ 8 أغسطس 1998.[25]
- ترتبط Metropolitan Borough of Sefton [الإنجليزية]‏ مع غدانسك باتفاقية توأمة منذ 1993.
- ترتبط بيرث مع بيدغوشتش باتفاقية توأمة منذ 1956.[26]
- ترتبط South Kesteven [الإنجليزية]‏ مع برزيميسل باتفاقية توأمة.
- ترتبط نيوكاسل أبون تاين مع غدانسك باتفاقية توأمة منذ 2003.[27][27]
- ترتبط Tendring District [الإنجليزية]‏ مع شويدنكتسا [الإنجليزية]‏ باتفاقية توأمة.
- ترتبط ثوروك مع بوتسك باتفاقية توأمة.
- ترتبط بيدفورد مع فوتسوافك باتفاقية توأمة منذ 1977.

## منظمات دولية مشتركة
يشترك البلدان في عضوية مجموعة من المنظمات الدولية، منها:
| علم المنظمة | اسم المنظمة                             | تاريخ انضمام المملكة المتحدة | تاريخ انضمام بولندا |
| ----------- | --------------------------------------- | ---------------------------- | ------------------- |
|             | وكالة الفضاء الأوروبية                  | 28 مارس 1978                 | 19 يناير 2012       |
|             | الاتحاد الأوروبي                        | 1973                         | 1 مايو 2004         |
|             | وكالة ضمان الاستثمار متعدد الأطراف      | 12 أبريل 1988                | 29 يونيو 1990       |
|             | منظمة التعاون الاقتصادي والتنمية        | 2 مايو 1961                  | 22 نوفمبر 1996      |
|             | الأمم المتحدة                           | 24 أكتوبر 1945               | 24 أكتوبر 1945      |
|             | الوكالة الدولية للطاقة                  | ?                            | 25 سبتمبر 2008      |
|             | الفريق المعني برصد الأرض                | ?                            | ?                   |
|             | مركز تنسيق الحركة في أوروبا ‏            | ?                            | ?                   |
|             | منظمة حظر الأسلحة الكيميائية            | ?                            | ?                   |
|             | منظمة التجارة العالمية                  | 1995                         | 1 يوليو 1995        |
|             | منظمة الشرطة الجنائية الدولية           | ?                            | ?                   |
|             | منظمة الأمن والتعاون في أوروبا          | 25 يونيو 1973                | 25 يونيو 1973       |
|             | مؤسسة التنمية الدولية                   | 24 سبتمبر 1960               | 28 أكتوبر 1960      |
|             | حلف شمال الأطلسي                        | 4 أبريل 1949                 | 12 مارس 1999        |
|             | يونسكو                                  | 4 نوفمبر 1946                | 6 نوفمبر 1946       |
|             | نظام تحكم تكنولوجيا القذائف             | 1987                         | 1998                |
|             | مجلس أوروبا                             | 5 مايو 1949                  | 26 نوفمبر 1991      |
|             | الاتحاد البريدي العالمي                 | ?                            | 1 مايو 1919         |
|             | البنك الدولي للإنشاء والتعمير           | 27 ديسمبر 1945               | 27 يونيو 1986       |
|             | اتفاقية السماوات المفتوحة               | ?                            | ?                   |
|             | المنظمة الهيدروغرافية الدولية           | ?                            | ?                   |
|             | الاتحاد الدولي للاتصالات                | 24 فبراير 1871               | 1921                |
|             | مؤسسة التمويل الدولية                   | 20 يوليو 1956                | 29 ديسمبر 1987      |
|             | المنظمة الأوروبية لسلامة الملاحة الجوية | 1960                         | 2004                |
|             | مجموعة أستراليا                         | 1985                         | 1994                |
|             | مجموعة الموردين النوويين                | ?                            | ?                   |

## وصلات خارجية
- موقع وزارة الخارجية البريطانية
- موقع وزارة الخارجية البولندية